# Todo es posible (película)
Todo es posible (en inglés: Anything's Possible) es una película de comedia romántica estadounidense de 2022 dirigida por Billy Porter y escrita por Ximena García Lecuona.
La película fue publicada en el 22 de julio de 2022 en Amazon Prime Video.

## Reparto
- Eva Reign como Kelsa
- Abubakr Ali como Khal
- Renée Elise Goldsberry como Selene
- Courtnee Carter como Em
- Kelly Lamor Wilson como Chris
- Grant Reynolds como Otis
- Caroline Travers como Molly
- Lav Raman como Shivani
- Tordy Clark como Minty Fresh

## Producción

### Desarrollo
En noviembre de 2020, se reveló que el actor Billy Porter haría su debut como director de largometraje con What If?, a partir de un guion de Ximena García Lecuona, que apareció en la lista negra de los mejores guiones no producidos de 2020. La película marcaría el comienzo del relanzamiento de Orion Pictures por parte de MGM y el trato con Killer Films. La premisa ha sido comparada con la de Love, Simon y Booksmart. Los productores se habían acercado a Porter para que dirigiera. Estuvo de acuerdo en firmar 30 páginas en el guion al darse cuenta de que la película estaría ambientada en su ciudad natal de Pittsburgh.
Está producida por Christine Vachon y David Hinojosa de Killer Films y Andrew Lauren y DJ Gugenheim de Andrew Lauren Productions. En abril de 2022, se anunció que la película sería retitulada a Anything's Possible.

### Casting
En abril de 2021, se anunció que Yasmin Finney interpretaría a Kelsa. Porter dijo que esperaba “poblar” el reparto con mucha “gente verdadera y auténtica de Pittsburgh”. En julio de 2021, Eva Reign, Abubakr Ali, Renée Elise Goldsberry, Courtnee Carter, Kelly Lamor Wilson y Grant Reynolds se unieron al elenco de la película, y Reign reemplazó a Finney debido a que no pudo obtener una visa.

### Filmación
La fotografía principal comenzó en julio de 2021, en locaciones de Pittsburgh y las áreas circundantes del oeste de Pensilvania.

## Estreno
Originalmente destinado a un estreno en cines, se anunció el 17 de mayo de 2022 que la película se estrenaría en Amazon Prime Video. Estaba fechado para el 22 de julio de 2022. Porter citó las dificultades y los fracasos de las películas de franquicias de bajo presupuesto y que no son del MCU en la taquilla desde el comienzo de la pandemia de COVID-19 y el éxito de transmisión de la adaptación de 2021 de Cenicienta (también un lanzamiento de Prime Video que él protagonizó) como los motivos de la decisión. Continuó diciendo: “Los globos oculares estarán en él porque puedes verlo desde tu casa. Cariño, puedes verlo desde tu teléfono si quieres. Y esa es la audiencia para la que es”. La adquisición de MGM por parte de Amazon el 17 de marzo de 2022 también jugó un papel en el cambio de la película a un lanzamiento de transmisión.